# Angabahya
Angabahya est un terme de la littérature sacrée du jaïnisme surtout pour la branche shvetambara. Ce mot se traduit par: textes canoniques complémentaires. Les Upangas, le Cheda Sutra, le Mula Sutra, le Prakirnaka Sutra, et le Chulika Sutra sont les cinq grands livres qui composent l'Angabahya. Quelques écrits annexes complètent ce quintet. Les érudits jaïns y relatent par exemple des parcelles de vie du dernier Maître éveillé le Tirthankara Mahavira, comme des volontés du jeûne à l'approche de la mort afin d'atteindre le moksha: la libération. Ces textes sont à associer aux Purvas et aux Angas; ces deux œuvres étant véritablement le corps de la théologie jaïne selon la culture shvetambara. Pour les digambaras, l'Angabahya a disparu cependant les jaïns du début de notre ère ont su transmettre son essence.